# 黄滔 (1974年)
黄滔（1974年12月—），湖南省长沙县人，湖南省建材高等专科学校、湖南大学、武汉大学肄业，现任宁乡市人民政府市长。

## 生平
1974年12月，黄滔出生在湖南省长沙县。1993年，黄滔考入湖南省建材高等专科学校，1996年毕业。大学毕业后进入长沙市自来水公司工作，先后出任办公室秘书、助理工程师、助理经济师。2002年11月出任江南水务公司董事会秘书、办公室副主任。2003年5月出任长沙华韵房地产公司董事、经理。
2008年6月，黄滔进入政界，出任长沙市经济委员会副主任。2010年8月出任长沙市工业和信息化委员会党委委员、副主任。2013年12月出任长沙高新区隆平高科技园党工委副书记、管委会主任。2017年1月调回长沙市经济和信息化委员会，升任党委书记、主任。
2018年12月，黄滔调到长沙市天心区，出任副书记、区长。
2021年5月，黄滔调到宁乡市，出任副书记、市长。